# Горькое-Перешеечное
Го́рькое-Переше́ечное — находится в Егорьевском районе Алтайского края. Варианты названия: Горько-Перешеечное, Горькое Перешеечное.
Площадь зеркала — 45,4 км², длина 18 км, ширина 3,5 км, средняя глубина 1,5 м, наибольшая 2,9 м. Лежит на высоте 219,3 метра над уровнем моря. Озеро окружено сосновым лесом, с севера в него впадает речка Соловьиха. Соединено протокой через озеро Перешеечное с соседним озером Горьким. Площадь бассейна двух озёр составляет 1120 км², площадь бассейна Горького-Перешеечного — 655 км². На южной оконечности озера расположен районный центр село Новоегорьевское.

## Полезные ископаемые
Месторождения лечебных грязей озера — Лебяжье и Горько-Перешеечное — имеют мощность 0,1-0,4 метра, чёрного и тёмно-серого цвета, относятся к среднесульфидным Анапской разновидности. Минерализация грязевого раствора 23,3-44,0 г/дм³. Их рапа гидрокарбонатно-хлоридная натриевая щелочная с минерализацией 48,2 г/дм³ и концентрацией борной кислоты 45,4 мг/дм³.

## Применение в медицинских целях
Грязи озера могут использоваться для лечения заболеваний нервной системы, опорно-двигательного аппарата, органов дыхания, системы пищеварения и др.